# Hierro (pel·lícula)
Hierro és una pel·lícula espanyola de 2009 dirigida per Gabe Ibáñez.

## Argument
María (Elena Anaya) decideix anar-se de vacances cap a l'Illa d'El Hierro, amb el seu fill Diego. Durant el trajecte el nen desapareix en el ferri. Atabalada, destrossada i sense pistes del seu fill aquesta comença a tenir malsons i una por inusitada a l'aigua (aquafòbia). En passar sis mesos, María rep una trucada en la qual l'informen que han trobat un nen, per la qual cosa haurà de tornar a l'illa i revelar alguns misteris.

## Repartiment
- Elena Anaya: María
- Hugo Arbues: Mateo
- Jon Ariño: Forense
- Miriam Correa: Julia
- Andrés Herrera: Antonio
- Javier Mejía: Matias
- Kaiet Rodriguez: Diego
- Raquel Salvador: Elena
- Bea Segura: Laura

## Producció
Rodada a l'Illa de El Hierro (Illes Canàries) i a Madrid. Primer llargmetratge del director Gabe Ibáñez. La pel·lícula és dels productors de El laberinto del fauno i L'orfenat

## Distribució
La pel·lícula es va presentar el 18 de maig de 2009 al Festival de Cinema de Canes a la selecció de la Semaine de la Critique i el 30 de gener de 2010 a competició al Festival Internacional de Cinema Fantàstic de Brussel·les. Elena Anaya va guanyar el premi a la millor actriu al XLII Festival Internacional de Cinema Fantàstic de Catalunya.